# Resurrection (album Chimaira)
Resurrection è il quarto album del gruppo metalcore/groove metal statunitense Chimaira pubblicato nel 2007.
È il primo album della band dopo il divorzio dalla Roadrunner Records e segna anche il ritorno di Andols Herrick dietro le pelli al posto di Kevin Talley, oltre alla versione standard è stata pubblicata anche un'edizione limitata contenente due bonus track, un nuovo artwork e un documentario sulla lavorazione dell'album.
Questo album ha debuttato direttamente alla 42ª posizione della Billboard Top 200 vendendo circa 16 000 copie nella prima settimana.

## Tracce
1. Resurrection - 4:37
2. Pleasure In Pain - 3:05
3. Worthless - 3:44
4. Six - 9:45
5. No Reason To Live - 3:45
6. Killing The Beast - 3:48
7. The Flame - 5:23
8. End It All - 4:22
9. Black Heart - 4:34
10. Needle - 3:09
11. Empire - 5:33
12. Kingdom of Heartache - 4:11*
13. Paralyzed - 3:06*

- Solo nell'edizione limitata.

## Formazione
- Mark Hunter - voce
- Matt DeVries - chitarra
- Rob Arnold - chitarra
- Jim LaMarca - basso
- Chris Spicuzza - tastiere, cori
- Andols Herrick - batteria